# 艾爾·羅森
艾伯特·雷納德·羅森（英語：Albert Leonard Rosen，1924年2月29日—2015年3月13日），綽號「Flip」和「希伯來大槌」，為美國職棒大聯盟的三壘手。他整個職業生涯都效力於印地安人隊。

## 職業生涯
1947年，23歲的羅森登上大聯盟。1948年，羅森主要都待在小聯盟，他這年只上場5場比賽。1948年世界大賽，羅森主要擔任三壘手Ken Keltner的替補。1950年，Keltner被交易到紅襪，羅森也成為球隊的主戰三壘手。這年他還敲出37轟，一度豎下了美聯菜鳥的單季全壘打紀錄。這項紀錄一直到1987年才被馬克·麥奎爾打破。而他在6月時還締造連四場比賽開轟的紀錄，寫下了印地安人菜鳥的紀錄。這年他的打擊率為2成87，並打回116分打點。另外他還獲得100次保送，成為美聯單季獲得最多保送的菜鳥球員。這項紀錄也一直到2017年才被亞倫·賈吉打破。儘管他拿下全壘打王，不過他在MVP票選上只有拿下17名。
1951年，羅森全勤出賽。該年他的打擊率為2成65，並敲出24轟與102分打點。這季他還敲出4支滿貫全壘打，這個紀錄直到2006年才被崔維斯·哈夫納以單季5支滿貫砲給打破。
1952年，羅森以單季105分打點拿下打點王，另外他297個壘打數也是聯盟第一。這年他的打擊率為3成02，並敲出28轟。4月29日，羅森達成單場敲出3支全壘打的成就。這項隊史紀錄一直到1959年6月10日才被洛基·柯拉維托超越。這年他在MVP票選上拿下第10名。
1953年可說是羅森的生涯年，這年他的打擊率高達3成36，並敲出43轟與145分打點拿下全壘打王和打點王。而他這年還達成連續20場比賽敲出安打的成就。在防守方面，羅森也表現得很出色，他這年一共製造38次雙殺和338次助殺。羅森在這年差一點就能拿下打擊三冠王，不過他最後拿下了MVP。
棒球數據專家Bill James認為這年羅森的表現是大聯盟史上任何一位三壘手繳出的單季最佳表現。
1954年，羅森的打擊率剛好3成，並敲出24轟與102分打點。這年明星賽羅森帶傷上陣，結果他還敲出了2支全壘打，他也成為了明星賽的MVP。他在明星賽拿下5分打點追平了泰德·威廉斯先前的紀錄，而這項紀錄之後再也無人能追平或超越。
名人堂傳奇教頭Casey Stangel曾給予羅森高度讚賞，他認為羅森是一名很努力的球員，並隨時能在場上給對手致命一擊。1954年，印地安人再次闖進世界大賽，不過最後遭到橫掃出局。羅森的薪水也在隔年被減了5000美元。
1955年，羅森的打擊率下滑到2成44，並敲出21轟與81分打點。隔年更是因為背傷和腿傷，使得他才32歲就在球季結束後宣布告別棒球賽場。

## 個人生活
退休後，羅森轉行成為證券經紀人，並且一當就是20多年。
1978年至1979年，羅森成為洋基隊的主席。1980年至1985年，他成為太空人隊的主席。1985年至1992年，他還擔任巨人隊的總經理。這對期間他幫助巨人從墊底的球隊搖身一變成為奪冠勁旅，這也使得他曾拿下國聯年度最佳總經理獎。
1971年5月，羅森的第一任妻子過世。後來羅森再婚並育有三子。2015年3月13日，羅森因病去世，享壽91歲。

### 生涯打擊數據
| 出賽場次 | 打席 | 打數 | 得分 | 安打 | 二安 | 三安 | 全壘打 | 打點 | 盜壘 | 保送 | 三振 | 打擊率 | 上壘率 | 長打率 | 觸身球 | 守備率 |
| -------- | ---- | ---- | ---- | ---- | ---- | ---- | ------ | ---- | ---- | ---- | ---- | ------ | ------ | ------ | ------ | ------ |
| 1044     | 4374 | 3725 | 603  | 1063 | 165  | 20   | 192    | 717  | 39   | 587  | 385  | .285   | .384   | .495   | 27     | .965   |

## 外部連結
- 球員資訊和成績在MLB，ESPN，Baseball-Reference，Fangraphs（英文）